# فصل پنجم
فصل پنجم فیلمی به کارگردانی و نویسندگی رفیع پیتز، بر اساس فیلم‌نامهٔ پرونده‌ی قدیمی پیرآباد بهرام بیضایی محصول سال ۱۳۷۵ است.

## خلاصه داستان
مهربانو از طایفه جمال وندی‌ها قرار است با کرامت از طایفه کمال وندی‌ها ازدواج کند اما در حین مراسم کرامت رو به همهٔ میهمانان می‌گوید که مهربانو بدون شیربها همسر او می‌شود و مهربانو این حرف را به عنوان تحقیری برای جمال وندی‌ها می‌داند و مراسم به هم می‌خورد و پیر بابا بزرگ ده که مهربانو را برای این ازدواج راضی کرده بود از ناراحتی برهم خوردن عروسی فوت می‌کند…

## بازیگران
- شاه علی سرخانی
- رؤیا نونهالی
- پرویز پورحسینی
- گلاب آدینه
- قربان نجفی
- رضا کرم رضایی
- نعمت‌اله گرجی
- پرویز شاهین خو
- محمود بصیری
- مرتضی ضرابی
- احمدرضا اسعدی
- فخری سلطانی
- سعید دشتی
- کامران فیوضات
- فریده سپاه‌منصور
- اکبر دودکار
- نجف علی هادی
- اقدس صحت‌بخش